# Ortoepía
La ortoepía es el arte de pronunciar correctamente un idioma, y por extensión, el estudio de la pronunciación de un idioma en particular dentro de una tradición oral específica. 

## Origen del término
El término procede del griego ὀρθοέπεια, de ὀρθός orthos ("correcto") y ἔπος epos ("discurso"). El término que podría ser su antónimo, cacoepía ("pronunciación incorrecta"), no está recogido por el Diccionario de la Real Academia. Su pronunciación AFI es /oɾ.t̪o.e.ˈpi.a/. La primera aparición registrada del término data de 1853 en el "Diccionario Nacional" de Ramón Joaquín Domínguez. Fue aceptado por la Real Academia en la edición de 1950 del Diccionario manual e ilustrado de la lengua española.

## Visión general
En griego antiguo, la ortoepeia (ὀρθοέπεια) tenía el sentido más amplio de "dicción correcta", refiriéndose a la pronunciación adecuada no solo de palabras individuales sino también de pasajes completos, especialmente de poesía, junto con la distinción entre buena poesía y mala poesía. El término inglés arcaico para este tema es "ortología", y en este sentido su opuesto es "solecismo". El estudio de la ortoepía por los sofistas griegos del siglo V a. C., especialmente Pródico de Ceos (c. 396 a. C.) y Protágoras, también incluía conceptos protológicos.
Protágoras criticó a Homero por hacer que la palabra "ira" fuera femenina (Aristóteles, Refutaciones a los Sofistas 14) y por orar a la Musa con un imperativo (Aristóteles, Poética 19). Platón representa a Protágoras criticando al poeta Simónides por contradecirse a sí mismo, y luego muestra a Sócrates y a Pródico de Ceos argumentando al contrario que Protágoras ha confundido los sentidos de las palabras "ser" y "llegar a ser" (Protagoras 339a-340c).
Aristófanes, en su comedia Las ranas, parodia tales disputas al presentar a Eurípides y a Esquilo discutiendo sobre ortotes epeon. Entre los dos poetas, Dionisio declara en las líneas 1180-1181: «ἴθι δὴ λέγ᾽: οὐ γάρ μοὔστιν ἀλλ᾽ ἀκουστέα τῶν σῶν προλόγων τῆς ὀρθότητος τῶν ἐπῶν.» El término es traducido como "corrección de la dicción" en Perseo: "Habla, vamos. No puedo dejar de escuchar la corrección de la dicción de tu prólogo".
En español, las reglas de pronunciación de las palabras se ligaron de forma rigurosa a su ortografía a partir de la Gramática castellana escrita en 1492 por Antonio de Nebrija (1441-1522), cuyo segundo libro estaba dedicado a la prosodia. Aunque no se utiliza el término ortoepía, su intención queda muy clara, al afirmar que: «assi tenemos de escrivir como pronunciamos i pronunciar como escrivimos».
La recuperación del término clásico ortoepía en los tratados de gramática, a juzgar por su fecha de aparición en los diccionarios hacia 1850, debió iniciarse unos cien años antes, a mediados del siglo XVIII. El gramático español Benito Martínez Gómez Gayoso (1700-1787) se refiere a la ortoepía en su obra de 1780 Conversaciones críticas sobre el libro intitulado Arte del romance castellano... como una de las cuatro partes de la gramática, junto con la prosodia, la analogía y la syntaxis; relacionándola a su vez con la ortografía.
Andrés Bello (1781-1865), polímata chileno-venezolano, también se preocupó de la ortoepía en la primera mitad del siglo XIX, según queda reflejado en la recopilación de sus trabajos realizada por el lexicógrafo español Samuel Gili Gaya (1892-1976).
A finales del siglo XIX, el educador y escritor cubano Félix Ramos y Duarte (1848-1924), en su obra titulada Crítica de Lenguaje, define la "ortoépia" (sic) como una de las partes que junto con la ortología, la lectura y la cacología conforman la fonología. Entre los defectos que pretende corregir esta disciplina incluye el ceceo, el checheo, el itacismo, el metacismo, el rotacismo, el seseo, el yeísmo y otras muchas.
Con el propósito de revisar las normas existentes hasta entonces, el Consejo Superior de Investigaciones Científicas publicó en 1966 un tratado de "Filología Moderna". La obra consta esencialmente de dos partes: la primera parte (págs. 5-85) recoge y presenta reglas de ortografía y ortoepía; y la segunda (págs. 89-219) consiste en un índice de palabras, con indicaciones sobre su pronunciación.
En la misma línea, se puede citar la obra publicada en 2018 por el ensayista mexicano Juan Domingo Argüelles (nacido en 1958), titulada "Las malas lenguas. Barbarismos, desbarres, palabros, redundancias, sinsentidos y demás barrabasadas", en la que se citan casos de distintas incorrecciones habituales en el lenguaje español, entre las que se hace referencia a varios problemas frecuentes con determinadas normas de la ortoepía.

## Vertientes normativa y fisiológica
La ortoepía está ligada tanto a la correspondencia entre las palabras y los sonidos concretos con los que se materializan de acuerdo con unas reglas concretas (lo que podría denominarse "ortolalia"), y la propia capacidad fisiológica para poder articular correctamente estos sonidos (aspecto relacionado con la "fonología"). Un elemento clave para establecer reglas 
de pronunciación es disponer de un alfabeto fonético, en el que se establece la citada correspondencia entre los sonidos y la forma en que se producen en el sistema de fonación bucofaríngeo humano. Para abordar esta cuestión, en español se estandarizó el uso del alfabeto fonético de la Revista de Filología Española desde 1915.
La generalización del uso de la informática, propició la aparición en 2005 del Alfabeto Fonético Internacional (AFI). Su propósito es asignar de forma regularizada, precisa y única, la representación de los sonidos de cualquier lenguaje oral. En el ámbito profesional es usado por lingüistas, logopedas y terapeutas, maestros de lengua extranjera, lexicógrafos y traductores, y se ha convertido en una herramienta básica para facilitar la realización de estudios de ortoepía comparada.

## En otros idiomas
En la gramática del inglés, la ortoepía es el estudio de la pronunciación correcta prescrita para el Standard English. Originalmente, se entendió que esto significaba la pronunciación recibida específicamente, pero han surgido otros estándares, aceptados desde los primeros años del siglo XX (como por ejemplo, el General American o el General Australian).
El psicólogo experimental Edward Barrett Warman (1847-1931) afirmaba en la página 5 de su obra sobre ortoepía práctica, que: "Las palabras poseen tres características especiales: tienen vida ocular (la ortografía); vida auditiva (la ortoepía); y vida espiritual (su significado)".
El filósofo, escritor, poeta y crítico inglés Owen Barfield (1898–1997), dedicó su obra de 1928 "Poetic Diction" a aspectos metalingüísticos aplicados a la técnica necesaria para leer correctamente textos poéticos en inglés.